# 이치바촌 (효고현)
이치바촌(市場村)은 효고현 가토군에 설치되었던 촌이다. 현재의 오노시 남단에 해당한다.